# Hemaris
Genre
Hemaris est un genre de lépidoptères (papillons) de la famille des Sphingidae, sous-famille des Macroglossinae, tribu des Dilophonotini, sous-tribu des Hemarina. 
Ces papillons, bien qu'ils soient des hétérocères (communément appelés papillons de nuit), sont diurnes, ils volent et butinent en plein jour. On les reconnait par la transparence de leurs ailes et leur allure d'oiseau-mouche.

## Systématique
- Le genre Hemaris a été décrit par l'entomologiste suédois Johan Wilhelm Dalman, en 1816[1].
- L'espèce type pour le genre est Hemaris fuciformis (Linnaeus, 1758).

### Synonymie
- Hemaria Billberg, 1820[2]
- Haemorrhagia Grote & Robinson, 1865[3]
- Aege R. Felder, 1874[4]
- Chamaesesia Grote, 1877[5]
- Cochrania Tutt, 1902[6]
- Saundersia Eitschberger, Danner & Surholt, 1998
- Mandarina Eitschberger, Danner & Surholt, 1998
- Jilinga Eitschberger, Danner & Surholt, 1998
- Eitschbergera Kemal & Koçak, 2005

### Taxinomie
Il existe deux sous-genres.
Liste des espèces par sous-genre
- Hemaris (Eitschbergera) Kemal & Koçak, 2005

Hemaris (Eitschbergera) aksana
Hemaris (Eitschbergera) alaiana
Hemaris (Eitschbergera) galunae
Hemaris (Eitschbergera) molli
Hemaris (Eitschbergera) radians
Hemaris (Eitschbergera) saldaitisi
Hemaris (Eitschbergera) tityus
- Hemaris (Hemaris)

Hemaris (Hemaris) affinis Bremer, 1861.
Hemaris (Hemaris) croatica  (Esper, 1800) — Macroglosse de Croatie.
Hemaris dentata (Staudinger, 1887).
Hemaris (Hemaris) diffinis (Boisduval, 1836) — Sphinx du chèvrefeuille.
Hemaris ducalis (Staudinger 1887).
Hemaris (Hemaris) fuciformis (Linnaeus, 1758) — Sphinx gazé ou Sphinx du chèvrefeuille — espèce type pour le genre.
Hemaris gracilis (Grote & Robinson, 1865) — Sphinx gracieux.
Hemaris rubra Hampson, 1893.
Hemaris saundersi (Walker, 1856).
Hemaris (Hemaris) thysbe (Fabricius, 1775) en Amérique du Nord.
Hemaris (Hemaris) tityus (Linnaeus, 1758) — Sphinx bourdon ou Sphinx de la scabieuse ou Sphinx bombyliforme.
- Hemaris thetis (Boisduval, 1855)

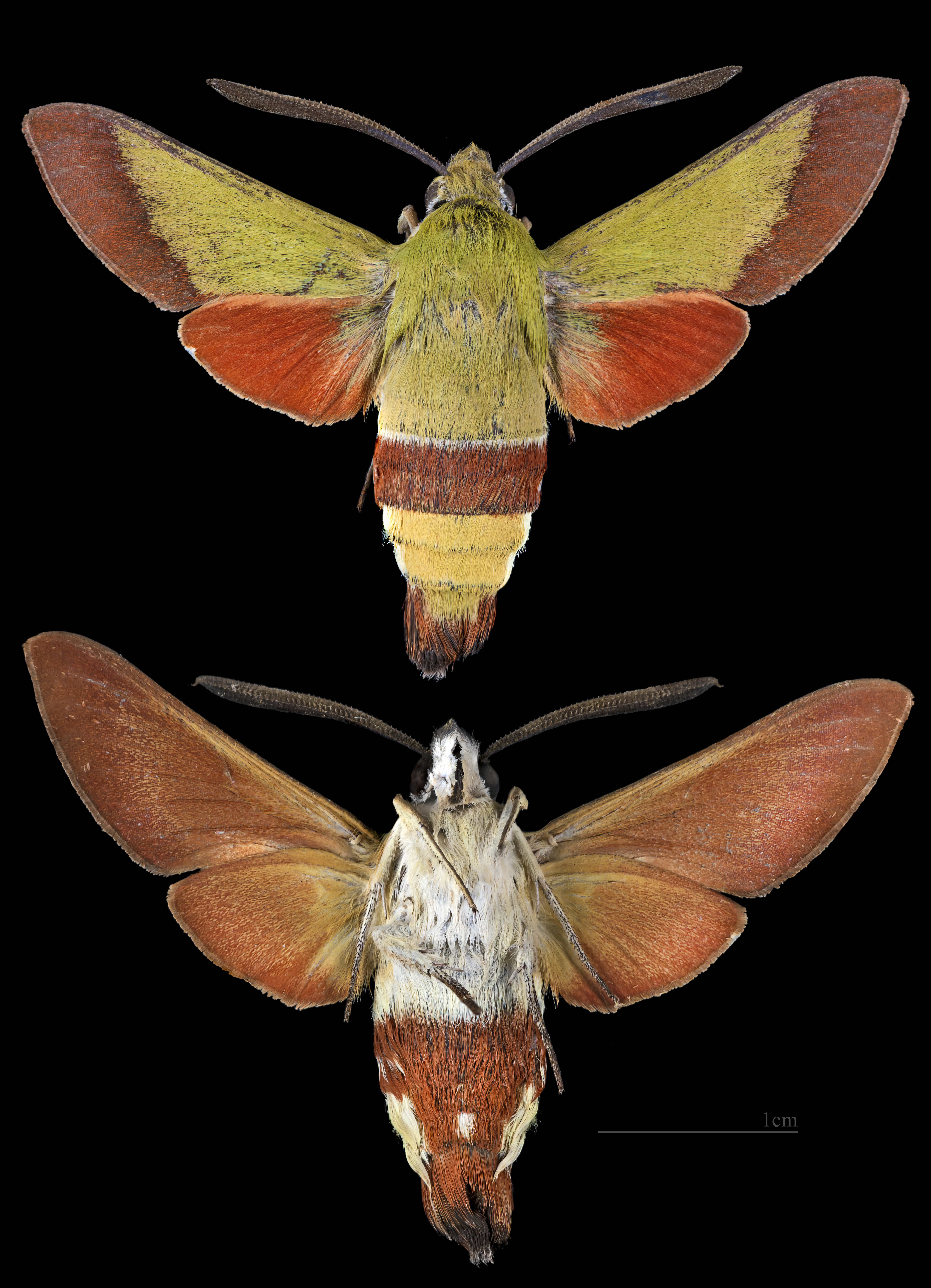
Hemaris croatica
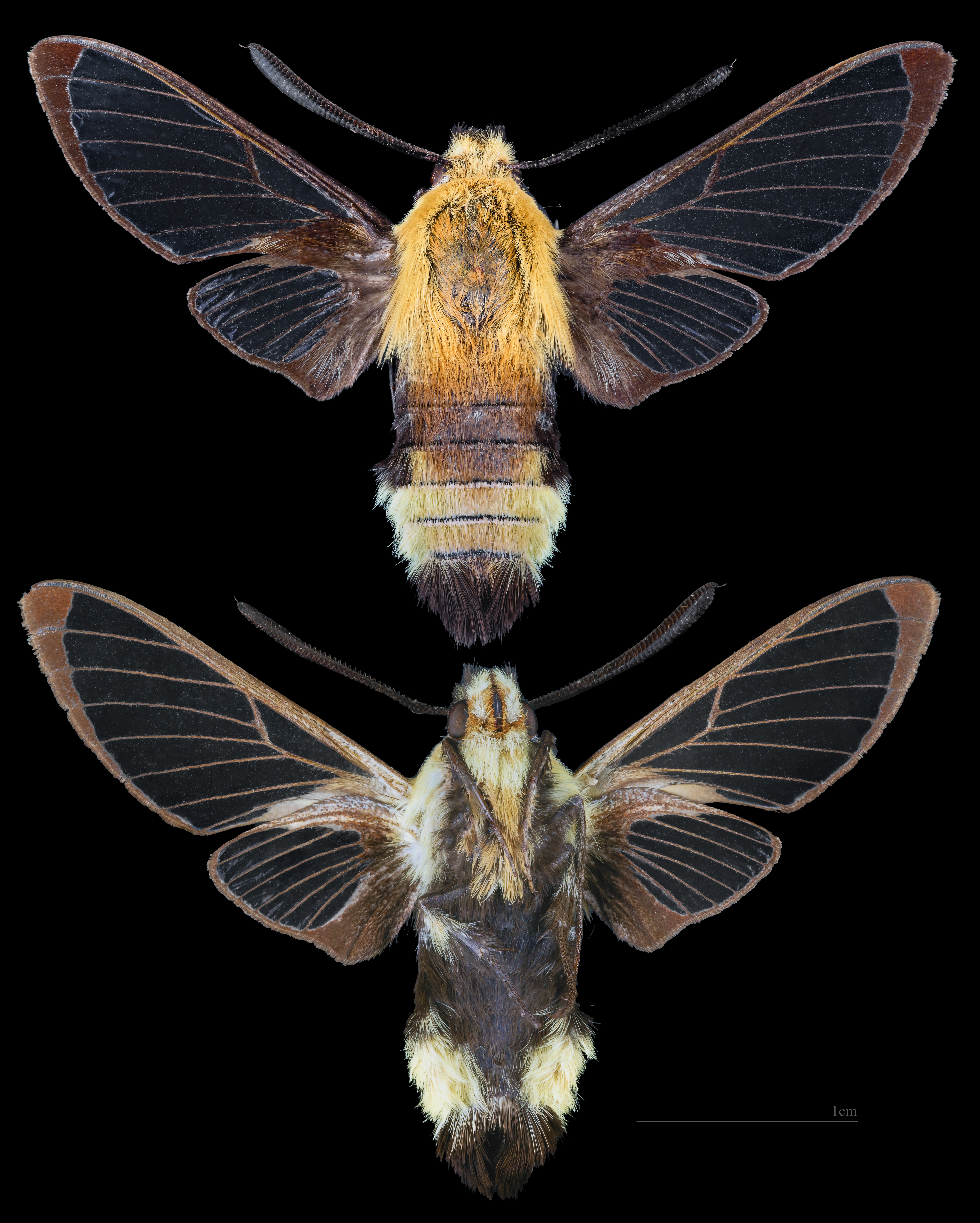
Hemaris diffinis
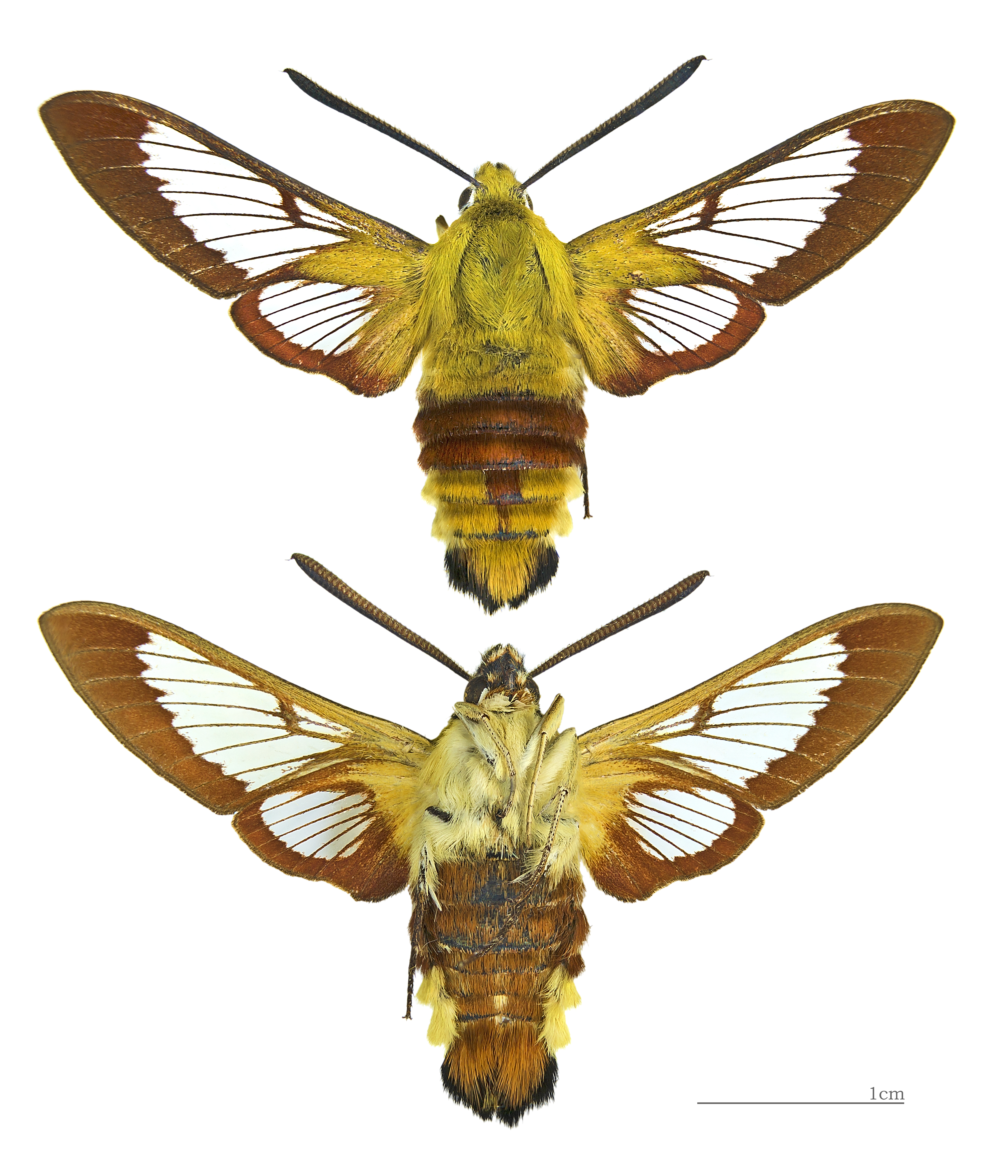
Hemaris fuciformis
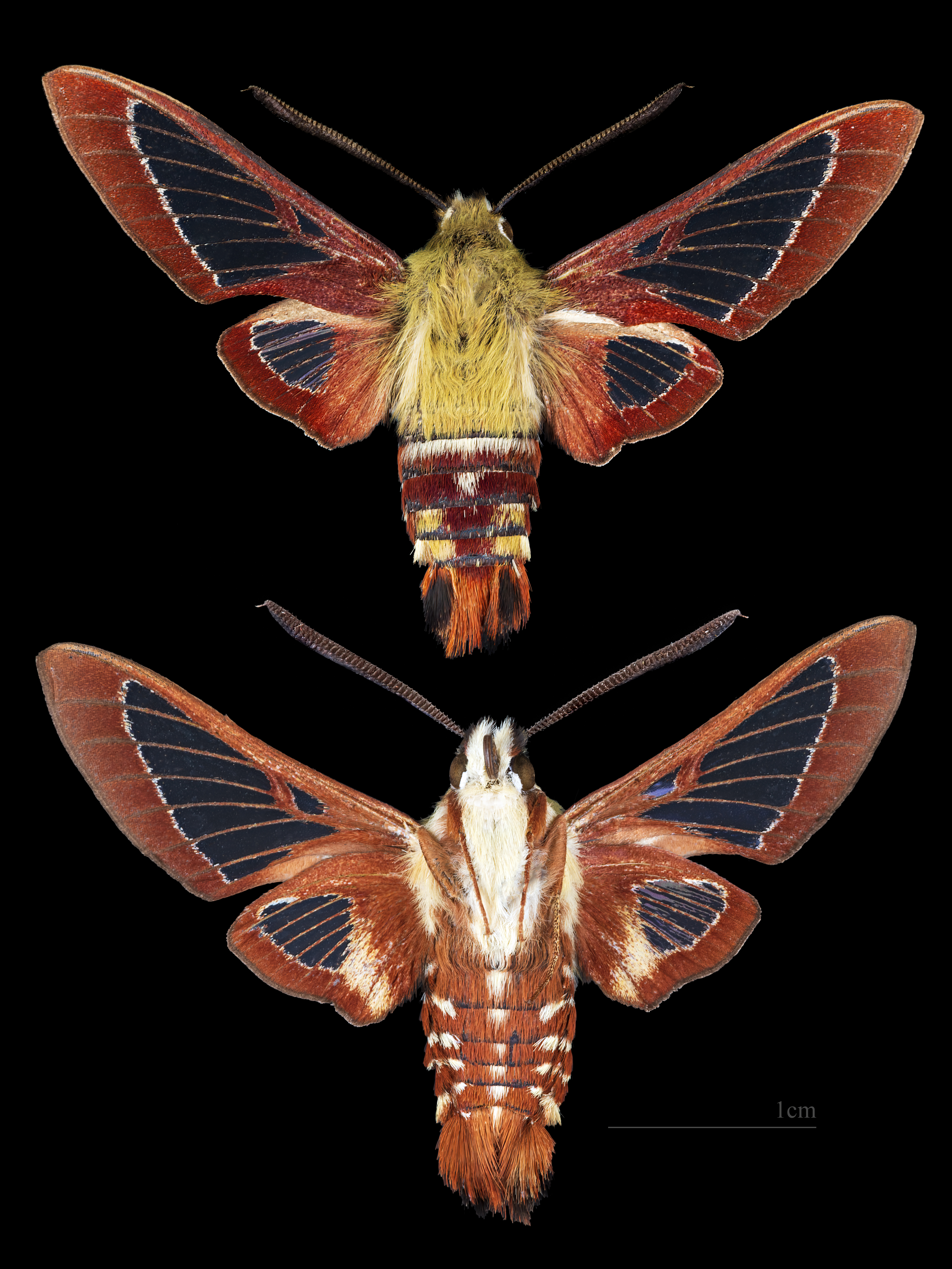
Hemaris gracilis
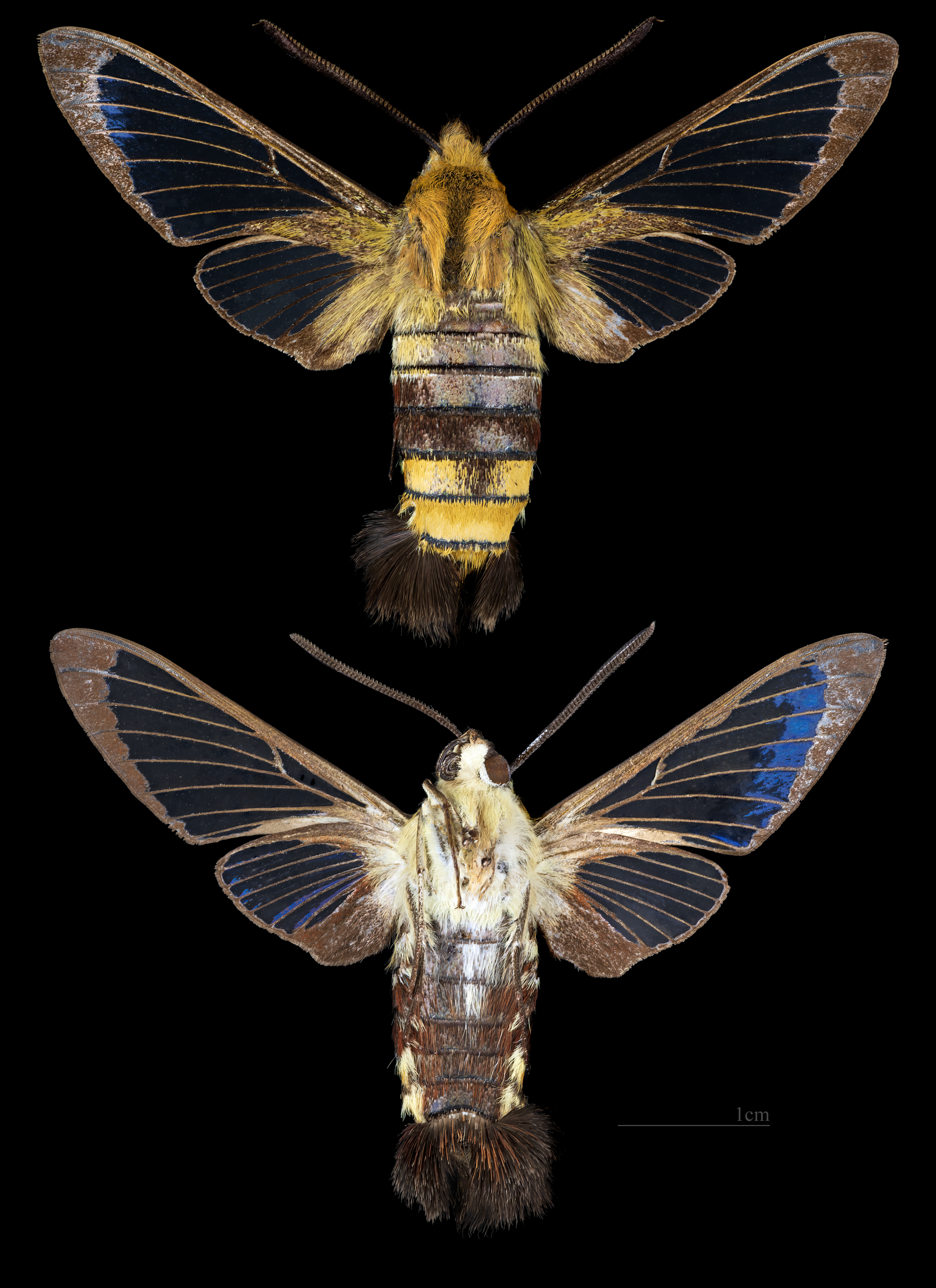
Hemaris saundersii
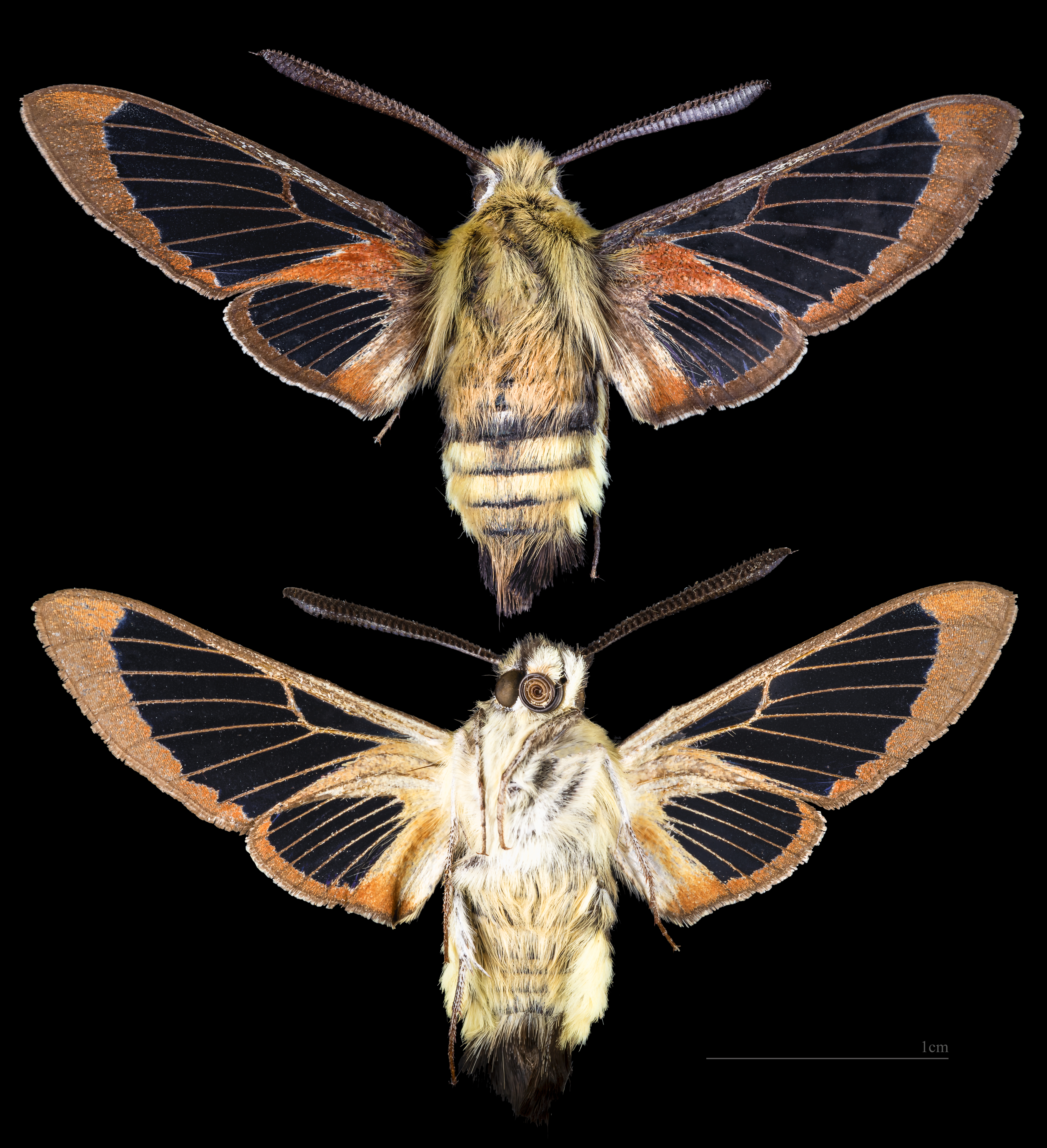
Hemaris thetis
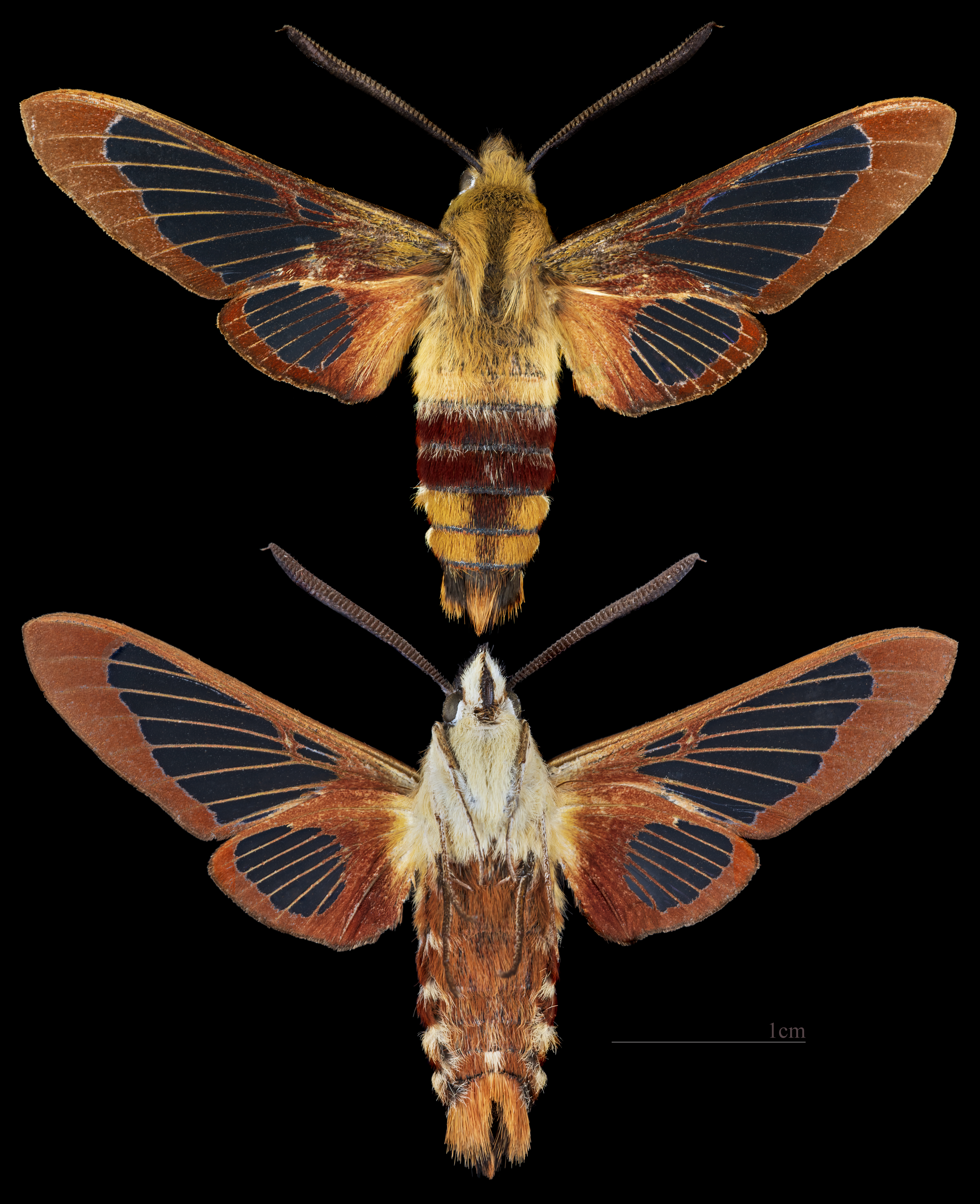
Hemaris thysbe
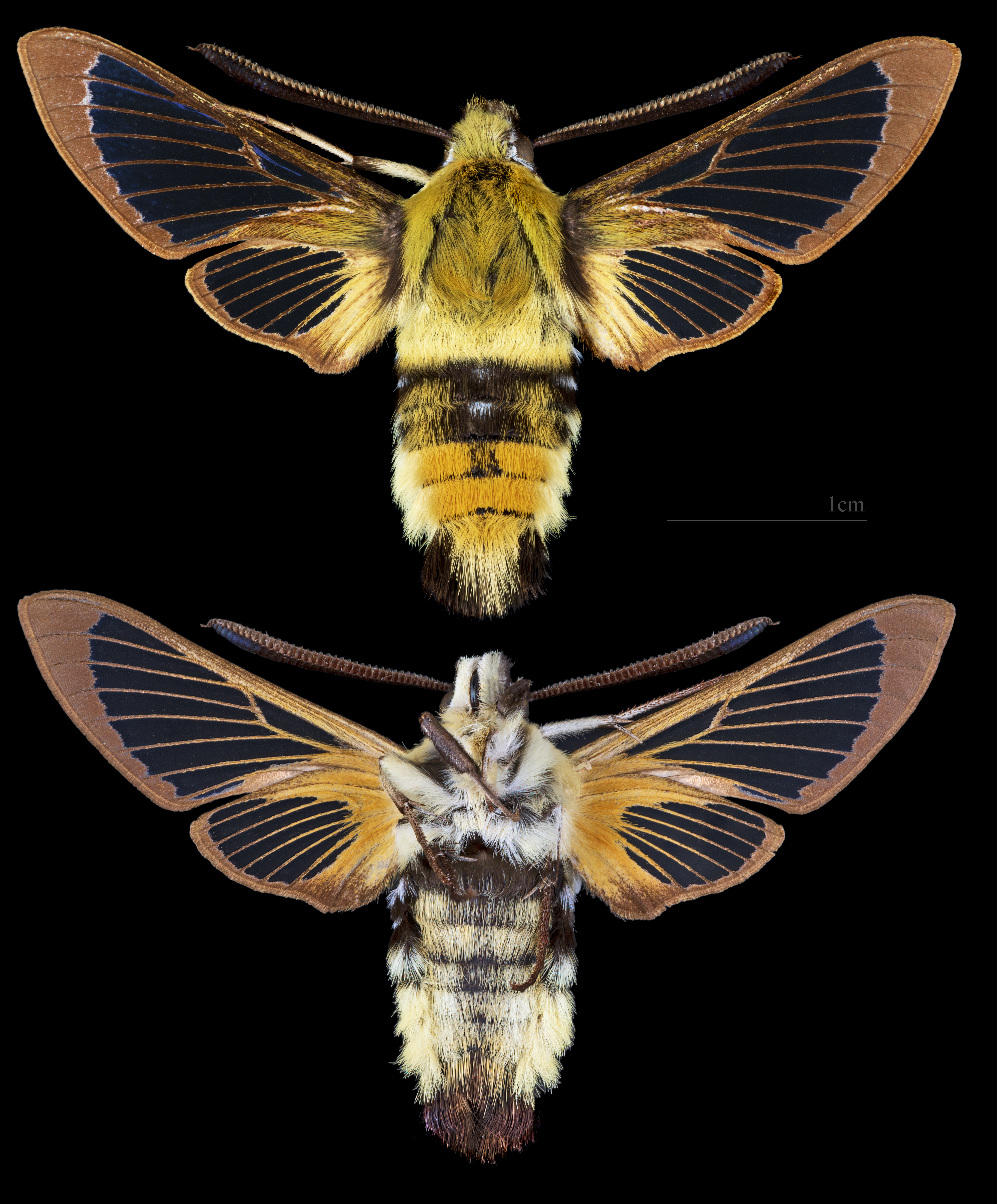
Hemaris tityus